# Sally Clark
Sally Clark-Lockyer (Devizes (Wiltshire), 15 augustus 1964 - Hatfield Peverel (Essex), 15 maart 2007) was een Engelse advocaat. Ze werd onterecht veroordeeld voor de moord op haar twee zoons in 1999. In 2003 werd dit vonnis tenietgedaan.
Clarks eerste zoon overleed binnen een paar weken na zijn geboorte in 1996. Nadat ook haar tweede zoon onder dezelfde omstandigheden overleed werd ze in 1998 gearresteerd en berecht voor de moord op beide kinderen. Haar veroordeling was controversieel vanwege het statistische bewijs dat gegeven werd door getuige-deskundige kinderarts professor Sir Roy Meadow. Hij getuigde dat de kans dat twee kinderen binnen een gezin overlijden aan wiegendood 1 in 73 miljoen was, terwijl dit op ongeveer 1 in 260.000 kan geschat worden.
Clark werd in november 1999 veroordeeld. Bij haar hoger beroep werd zij in oktober 2000 niet vrijgesproken. Pas in januari 2003, nadat ze ruim drie jaar van haar straf had uitgezeten, werd ze vrijgesproken en vrijgelaten. Journalist Geoffrey Wansell noemde Clarks ervaring "een van de grootste fouten van justitie in de moderne Britse geschiedenis”.

## Privéleven
Haar vader was een politieman en haar moeder was kapster. Ze zat op de South Wilts Grammar School voor meisjes in Salisbury. Ze studeerde geografie op de Southampton University, en werkte als  managementstagiaire bij Lloyds Bank en daarna bij Citibank. Ze trouwde in 1990 met Steve Clark, een advocaat, en nam ontslag. Ze ging aan de City University London studeren voor advocaat. Ze werkte voor verschillende advocatenkantoren en verhuisde naar Wilmslow in Cheshire
Haar eerste zoon, Christopher, werd geboren op 22 september 1996. Aanvankelijk leek hij een gezonde baby, maar op 13 december werd hij dood gevonden in zijn wiegje. Sally leed aan een postnatale depressie, en dronk veel alcohol. Ze werd hiervoor behandeld bij de Priory Clinic. Ze was hersteld tegen de tijd dat haar tweede zoon, Harry, geboren werd op 29 november 1997, drie weken te vroeg. Na acht weken werd ook hij dood gevonden op 26 januari 1998. In beide gevallen was Sally alleen thuis met de baby en waren er tekenen van verwondingen bij de baby’s. Deze verwondingen konden echter ook veroorzaakt zijn door pogingen om de baby’s te reanimeren.
Sally en haar man werden allebei op 23 februari 1998 gearresteerd op verdenking van het vermoorden van hun kinderen. Naar het advies van haar advocaten weigerde ze twee keer te antwoorden op vragen. Ze werd vervolgd voor moord op haar kinderen. In 1999 werd haar derde zoon geboren.
Haar rechtszaak vond plaats in Chester Crown Court, voor rechter Harrison en een jury. De zaak was controversieel omdat kinderarts professor Sir Roy Meadow getuigde dat de kans dat twee kinderen binnen een gezin overlijden aan wiegendood 1 op 73 miljoen was. De Royal Statistical Society schreef aan de Lord Chancellor dat dit aantal "geen statistische basis" had. Later is geschat dat dit in werkelijkheid 1 op 260.000 is.
Ze werd veroordeeld tot levenslang door een 10-2 meerderheid op 9 november 1999. Ze werd in de pers breed uitgemeten als de moordenaar van haar kinderen. Ondanks de erkenning van de fouten in Meadows statistische bewijs, werd ze tijdens haar beroep in oktober 2000 niet vrijgesproken. Ze werd gevangengezet in HMP Styal, vlak bij haar huis in Wilmslow, en daarna in HMP Bullwood Hall in Hockley in Essex. De aard van haar veroordeling als kindermoordenaar en haar achtergrond als advocaat en dochter van een politie-officier maakten haar het mikpunt van de andere gevangenen. Haar man legde zijn partnerschap bij een advocatenkantoor neer en ging als gerechtsassistent werken, in de buurt van de gevangenis. Hij verkocht hun huis om de rekeningen en gerechtskosten voor het proces het eerste beroep te kunnen betalen.
Later kwam het aan het licht dat microbiologische tests uitwezen dat Harry besmet was met de  bacterie Staphylococcus aureus. Dit suggereerde dat haar tweede zoon wellicht was overleden door een natuurlijke oorzaak, maar dit bewijs kon niet door de verdediging gebruikt worden. Het was bekend bij de patholoog van de aanklager, Alan Williams, sinds februari 1998, maar was niet meegedeeld aan de verdediging. Het bewijs werd bekendgemaakt door scheidingsadvocaat Marilyn Stowe, die hen gratis hielp omdat ze instinctief voelde "dat er iets niet helemaal klopte aan deze zaak".
Het werd duidelijk dat het statistische bewijs dat gebruikt was tijdens haar proces erg ver van de waarheid lag. Haar zaak werd heropend en ze werd vrijgesproken in januari 2003, nadat ze ruim drie jaar van haar straf had uitgezeten.
De vrijspraak van Clark en andere belangrijke zaken resulteerde in het herzien van honderden andere gevallen waar de veroordeling gebaseerd was op de mening van een getuige-deskundige. Twee vrouwen werden in soortgelijke zaken vrijgesproken.
Volgens haar familie is Sally nooit meer over de effecten van haar veroordeling en gevangenisstraf heen gekomen. Na haar vrijlating zei haar man dat ze “nooit meer beter zou worden”. Ze kon zelfs het boek dat John Batt over haar zaak had geschreven, Stolen Innocence: A Mother's Fight for Justice, niet lezen. In 2005 werd Meadow geschorst door het General Medical Council voor misbruik van zijn autoriteit, maar hij werd herplaatst in 2006 nadat hij in beroep was gegaan.
Sally werd op 16 maart 2007 dood gevonden in haar huis in Hatfield Peverel. Oorspronkelijk werd gedacht dat ze aan een natuurlijke dood was gestorven. Later bleek dat ze was gestorven aan acute alcoholvergiftiging. De lijkschouwer vond geen bewijs voor zelfmoord. Ze liet haar man en haar derde zoon achter.

## Statistisch bewijs
De zaak is veel bekritiseerd vanwege de misinterpretatie van statistisch bewijs in het eerste proces, voornamelijk door getuige-deskundige Sir Roy Meadow, emeritus-hoogleraar in de kindergeneeskunde aan de Universiteit van Leeds. Hij stelde dat “één onverklaarbare dood van een kind in een gezin een tragedie is, twee is verdacht en drie is moord tenzij het tegendeel is bewezen”. Daarnaast zei hij dat de kans op twee gevallen van wiegendood in hetzelfde welvarende, niet-rokende gezin 1 op 73 miljoen is. Dit cijfer kwam uit de "Confidential Enquiry for Stillbirths and Deaths in Infancy" (CESDI), een belangrijke en gedetailleerde studie naar overlijdens van baby’s in vijf regio’s in Engeland tussen 1993 en 1996. Het originele rapport stelt dat de kans op een wiegendood bij een willekeurig gekozen baby 1 op 1300 is. Als het kind uit een welvarend, niet-rokend gezin komt, met een moeder die ouder dan 26 jaar is, is de kans ongeveer 1 op 8500. De auteurs beweren verder dat, als er geen verband is tussen de gevallen van wiegendood bij de kinderen, ervan uitgegaan kan worden dat de kans dat twee kinderen uit een gezin sterven aan wiegendood het kwadraat is van 1/8500. Dit geeft een kans van 1 op 73 miljoen. Dit werd in de rechtszaal geciteerd door Meadow.
Deze berekening is echter gebaseerd op het feit dat er geen verband bestaat tussen de twee sterfgevallen. Het zou niet van toepassing zijn als de oorzaak van het overlijden in beide gevallen dezelfde is, bijvoorbeeld in het geval van een erfelijke genetische afwijking. Er werd geen bewijs gegeven om aan te tonen dat er geen verband bestond tussen de gevallen.
Een meer recent werk van professor Raymond Hill van de afdeling wiskunde van de University of Salford laat zien dat de onafhankelijkheid van de gevallen hoogst onwaarschijnlijk is. De kans dat een gezin waar al een geval van wiegendood is geconstateerd te maken krijgt met een tweede geval van wiegendood is geschat op ongeveer 1 op 200, in plaats van 1 op 8500. Ook het feit dat jongens een hogere kans hebben op wiegendood werd niet mee in rekening genomen. Volgens Raymond Hill is de kans op twee gevallen van wiegendood eerder 1 op 260.000 (1 op 1300 x 1 op 200).
Daarnaast is, als de kans op een dubbele wiegendood relevant is voor de uitspraak, de kans op een dubbele moord ook relevant. Ook die kans zou dan in overweging genomen en vergeleken moeten worden. Zelfs als de kans op twee gevallen van wiegendood maar 1 op 73 miljoen is, is het niet onmogelijk dat het een bepaalde familie in een land treft.